# Вице-президент Панамы
Вице-президент Республики Панама (исп. Vicepresidenta de la República de Panamá) — второй по величине государственный пост в Панаме. 

## Особенности законодательства
Согласно конституции, принятой 11 октября 1972 года и измененной в 1978, 1983, 1994 и 2004 годах, главой государства и правительства Панамы является президент. 
По конституции в редакции 1994 года, в случае отсутствия президента, обязанности по управлению государством переходят к вице-президенту. Если он не может исполнять обязанности, то его замещает второй вице-президент. В исключительных случаях, когда и второй отсутствует, третий вице-президент избирается большинством голосов из числа министров действующего правительства. Поправки в конституцию 2004 года сократили количество постов вице-президентов до одного.
Вице-президентом может стать любой гражданин Панамы, достигший возраста 35 лет. В обязанности вице-президента входят замещение президента в случае его временного или полного отсутствия, посещение заседаний правительства с правом голоса, консультация президента по определённым вопросам, представление президента на общественных мероприятиях, национальных или международных конференциях, и другие специальные задачи, поставленные президентом.

## Вице-президенты
Список не является полным:
| Период        | Первый вице-президент                                   | Второй вице-президент                                  | Третий вице-президент |
| ------------- | ------------------------------------------------------- | ------------------------------------------------------ | --------------------- |
| 1904-1908     | Хосе Доминго де Обальдия                                |                                                        |                       |
| 1908-1909     | Хосе Агустин Аранго                                     | Карлос Антонио Мендоса                                 |                       |
| 1909-1910     | Карлос Антонио Мендоса                                  | Федерико Бойд                                          |                       |
| 1910          | Федерико Бойд                                           |                                                        |                       |
| 1910-1912     | Пабло Аросемена                                         |                                                        |                       |
| 1912-1916     | Родольфо Чиари                                          |                                                        |                       |
| 1916-1918     | Сиро Урриола                                            | Рамон Асеведо                                          | Педро Антонио Диас    |
| 1918          | Рамон Асеведо                                           | Педро Антонио Диас                                     | вакантно              |
| 1918          | Белисарио Поррас Барахона                               | Педро Антонио Диас                                     | Эрнесто Лефевре       |
| 1918-1919     | Педро Антонио Диас                                      | Эрнесто Лефевре                                        | вакантно              |
| 1919-1920     | Эрнесто Лефевре                                         | вакантно                                               | вакантно              |
| 1920-1922     | Родольфо Чиари                                          | Энрике Адольфо Хименес                                 |                       |
| 1922-1924     | Родольфо Чиари                                          | Антенор Куинсада                                       | Никанор де Обаррио    |
| 1924-1926     | Энрике Адольфо Хименес                                  | Карлос Лопес                                           | Энрике Линарес        |
| 1926-1928     | Томас Габриэль Дуке                                     | Карлос Лопес                                           | Эдуардо Чиари         |
| 1928-1930     | Рикардо Альфаро                                         | Карлос Лопес                                           | Эдуардо Чиари         |
| 1930-1931     | Томас Габриэль Дуке                                     | Карлос Лопес                                           | Энрике Линарес        |
| 1931          | Рикардо Альфаро                                         | Карлос Лопес                                           | Эдуардо Чиари         |
| 1931-1932     | Карлос Лопес                                            | Эдуардо Чиари                                          | вакантно              |
| 1932-1936     | Доминго Диас Аросемена                                  |                                                        |                       |
| 1936-1939     | Эзекиль Фернандес                                       | Аугусто Самуэль Бойд                                   | нет                   |
| 1939-1940     | Аугусто Самуэль Бойд                                    | вакантно                                               | нет                   |
| 1940-1941     | Хосе Ресет Аросемена                                    | Эрнесто Хаэн Гуардиа (подал в отставку 9 октября 1941) | Анибал Риос Дельгадо  |
| 1941          | Хосе Ресет Аросемена (подал в отставку 11 октября 1941) | Анибал Риос Дельгадо                                   | вакантно              |
| 1941          | Анибал Риос Дельгадо (подал в отставку 13 декабря 1941) | вакантно                                               | вакантно              |
| 1941-1945     | вакантно                                                | вакантно                                               | вакантно              |
| 1945          | Хепта Браунер Дункан Гиллен-Аросемена                   | Мигель Анхель Гримальдо                                | Алькибиадес Аросемена |
| 1945-1948     | Эрнесто де ла Гуардиа                                   | Рауль Хименес                                          | нет                   |
| 1948-1949     | Даниэль Чанис                                           | Роберто Чиари                                          | нет                   |
| 1949          | Роберто Чиари                                           | вакантно                                               | нет                   |
| 1949 (ноябрь) | вакантно                                                | вакантно                                               | нет                   |
| 1949-1951     | Алькибиадес Аросемена                                   | Хосе Рамон Гисадо                                      | нет                   |
| 1951-1952     | Хосе Рамон Гисадо                                       | вакантно                                               | нет                   |
| 1952-1955     | Хосе Рамон Гисадо                                       | Рикардо Ариас Эспиноса                                 | нет                   |
| 1955          | Рикардо Ариас Эспиноса                                  | вакантно                                               | нет                   |
| 1955-1956     | вакантно                                                | вакантно                                               | нет                   |
| 1956-1960     | Темистокл Диас                                          | Гераклио Барлетта                                      | no                    |
| 1960-1964     | Сергио Гонсалес Руис                                    | Хосе Доминадор Басан                                   | no                    |
| 1964-1968     | Макс Делвалле Леви-Мадуро                               | Рауль Аранго Наварро                                   | нет                   |
| 1968          | Рауль Аранго Наварро                                    | Хосе Доминадор Басан                                   | нет                   |
| 1968-1972     | вакантно                                                | вакантно                                               | нет                   |
| 1972-1975     | Артуро Сукре Перейра (подал в отставку)                 | нет                                                    | нет                   |
| 1975-1978     | Герардо Гонсалес Верназа                                | нет                                                    | нет                   |
| 1978-1982     | Рикардо де ла Эсприэлья                                 | нет                                                    | нет                   |
| 1982-1984     | Хорхе Ильюэка                                           | нет                                                    | нет                   |
| 1984          | Карлос Озорес Типальдос                                 | нет                                                    | нет                   |
| 1984-1985     | Эрик Артуро Дельвалье                                   | Родрик Эскивель                                        | нет                   |
| 1985-1988     | Родрик Эскивель                                         | вакантно                                               | нет                   |
| 1989          | Карлос Озорес Типальдос                                 | вакантно                                               | нет                   |
| 1989-1992     | Рикардо Ариас Кальдерон                                 | Гильермо Форд Бойд                                     | нет                   |
| 1992-1994     | Гильермо Форд Бойд                                      | вакантно                                               | нет                   |
| 1994-1999     | Томас Габриэль Альтамирано Дуке                         | Фелипе Алехандро Вирси Лопес                           | нет                   |
| 1999-2004     | Артуро Улисс Валларино Вартуано                         | Доминадор Балдомеро Басан                              | нет                   |
| 2004-2009     | Самуэль Наварро                                         | Рубен Аросемена Вальдес                                | нет                   |
| 2009-2014     | Хуан Карлос Варела                                      | нет                                                    | нет                   |
| 2014-2019     | Исабель Сен Мало                                        | нет                                                    | нет                   |
| 2019-         | Хосе Габриэль Каррисо                                   | нет                                                    | нет                   |